# Philosophy, politics and economics
Filosofia, política e economia ou política, filosofia e economia (Philosophy, politics and economics ou PPE em inglês), é um grau interdisciplinar de graduação ou pós-graduação que combina o estudo de três disciplinas. A primeira instituição a oferecer diplomas em PPE foi a Universidade de Oxford na década de 1920. Este curso específico produziu um número significativo de graduados notáveis, como Aung San Suu Kyi, política birmanesa e conselheira de Estado de Mianmar, ganhadora do Prêmio Nobel da Paz; A princesa Haya bint Hussein, filha do falecido rei Hussein da Jordânia e esposa do governante de Dubai; Christopher Hitchens, o polemista britânico-americano; o escritor e diretor vencedor do Oscar Florian Henckel von Donnersmarck; Philippa Foot e Michael Dummett, filósofos britânicos; Harold Wilson, Edward Heath e David Cameron, ex-primeiros-ministros do Reino Unido; Hugh Gaitskell, William Hague e Ed Miliband, ex- líderes da oposição; a ex-primeiro-ministra do Paquistão Benazir Bhutto e o atual primeiro-ministro do Paquistão Imran Khan; e Malcolm Fraser, Bob Hawke e Tony Abbott, ex-primeiros-ministros da Austrália. O curso recebeu nova atenção em 2017, quando a vencedora do Prêmio Nobel da Paz Malala Yousafzai ganhou uma vaga.
Na década de 1980, a Universidade de Iorque estabeleceu seu próprio diploma de PPE com base no modelo de Oxford; Posteriormente, seguiram-se o King's College de Londres, a Universidade de Warwick, a Universidade de Manchester e outras universidades britânicas. De acordo com a BBC, o Oxford PPE "domina a vida pública" (no Reino Unido). Agora é oferecido em várias outras faculdades e universidades importantes em todo o mundo. Mais recentemente, a Universidade de Warwick e o King's College adicionaram um novo diploma sob o nome de PPL (Política, Filosofia e Direito) com o objetivo de trazer uma alternativa aos graus mais clássicos do PPE. Nos Estados Unidos, é oferecido por três universidades da Ivy League vânia, a Universidade Yale (sob a designação Ethics, Politics and Economics) e o Dartmouth College. Em 2020, além de seus programas de graduação em PPE, a Virginia Tech estabeleceu um centro de pesquisa para PPE. O Centro integra pesquisa, ensino e extensão em PPE.

## História
Filosofia, política e economia foi estabelecida como um curso de graduação na Universidade de Oxford na década de 1920, como uma alternativa moderna aos clássicos (conhecidos como "literae humaniores" ou "grandes" em Oxford) porque era pensado como uma alternativa moderna para quem está ingressando no serviço público. Portanto, era inicialmente conhecido como "grandes nomes modernos". Os primeiros alunos do PPE começaram seu curso no outono de 1921. O regulamento pelo qual foi estabelecido é Statt. Tit. VI. Sect. 1 C; "o assunto da Escola de Honra de Filosofia, Política e Economia será o estudo da estrutura e dos princípios filosóficos e econômicos da Sociedade Moderna." Inicialmente, era obrigatório estudar todas as três disciplinas durante os três anos do curso, mas em 1970 esse requisito foi relaxado e, desde então, os alunos têm sido capazes de abandonar uma disciplina após o primeiro ano - a maioria faz isso, mas uma minoria continua com todos três.
Dario Castiglione e Iain Hampsher-Monk descreveram o curso como fundamental para o desenvolvimento do pensamento político no Reino Unido, uma vez que estabeleceu uma conexão entre política e filosofia. Anteriormente em Oxford, e por algum tempo posteriormente em Cambridge, a política havia sido ensinada apenas como um ramo da história moderna.

## Material do curso
O programa está enraizado na visão de que para compreender os fenômenos sociais é necessário abordá-los a partir de várias direções disciplinares complementares e quadros analíticos. A este respeito, o estudo da filosofia é considerado importante porque tanto equipa os alunos com meta-ferramentas, como a capacidade de raciocinar com rigor e lógica, como facilita a reflexão ética. O estudo da política é considerado necessário porque familiariza os alunos com as instituições que governam a sociedade e ajudam a resolver os problemas da ação coletiva. Finalmente, estudar economia é visto como vital no mundo moderno porque as decisões políticas frequentemente dizem respeito a questões econômicas, e as decisões do governo são frequentemente influenciadas por eventos econômicos. A grande maioria dos alunos de Oxford abandona uma das três disciplinas no segundo e terceiro anos do curso. Oxford agora tem mais de 600 alunos de graduação estudando o assunto, admitindo mais de 200 a cada ano.